# ديفيد تشارلز
ديفيد تشارلز (بالإنجليزية: David Charles)‏ هو مخرج وسياسي أسترالي، ولد في 2 مارس 1948 في ملبورن في أستراليا. حزبياً، نشط في حزب العمال الأسترالي. وقد انتخب عضو مجلس النواب الأسترالي عن دائرة Division of Isaacs ‏ (18 أكتوبر 1980 – 19 فبراير 1990).